# Bauan
Bauan è una municipalità di prima classe delle Filippine, situata nella Provincia di Batangas, nella Regione del Calabarzon.
Bauan è formata da 40 baranggay:
- Alagao
- Aplaya
- As-Is
- Bagong Silang
- Baguilawa
- Balayong
- Barangay I (Pob.)
- Barangay II (Pob.)
- Barangay III (Pob.)
- Barangay IV (Pob.)
- Bolo
- Colvo
- Cupang
- Durungao
- Gulibay
- Inicbulan
- Locloc
- Magalang-Galang
- Malindig
- Manalupong

- Manghinao Proper
- Manghinao Uno
- New Danglayan
- Orense
- Pitugo
- Rizal
- Sampaguita
- San Agustin
- San Andres Proper
- San Andres Uno
- San Diego
- San Miguel
- San Pablo
- San Pedro
- San Roque
- San Teodoro
- San Vicente
- Santa Maria
- Santo Domingo
- Sinala